# Аргентинец в Нью-Йорке
«Аргентинка в Нью-Йорке» (исп. Un argentino en New York) — аргентинский художественный фильм, поставленный в 1998 году режиссёром Хуаном Хосе Хусидом. Фильм стал дебютом Наталии Орейро в кинематографе.

## Сюжет
Сентиментальный и добрый Франко Де Риччи, музыкант симфонического оркестра Авельянеда, 7 лет как в разводе. Его дочь Вероника — бунтующий подросток, привлекательная и умная, всегда получает то, чего хочет.
Благодаря программе по обмену студентами Вероника едет в Нью-Йорк на три месяца, но не возвращается в срок, решая остаться в этом городе. Узнав об этом, Франко решает ехать за ней, чтобы убедить её вернуться в Аргентину.
Хотя Франко это и трудно признать, но дочь очень повзрослела за последние месяцы в Нью-Йорке. Например, она создаёт группу под названием The Veronikos, которая с успехом дебютирует в кафе. Кроме того, Вероника влюбилась в молодого американца, который заставил её отца ревновать.
Для Франко Нью-Йорк — головокружительный и неизвестный город, который приносит всем героям много различных веселых приключений. После визита в Манхэттен Франко также меняет свою жизнь и свои взгляды на отношения отца и дочери.

## В ролях
| Актёр              | Роль              |
| ------------------ | ----------------- |
| Наталия Орейро     | Вероника Де Риччи |
| Гильермо Франселла | Франко Де Риччи   |
| Джессика Шульц     | Рита              |
| Диана Ламас        | Ана Эпштейн       |
| Борис Рубай        | Р. Сальседо       |
| Кристина Альберо   | Марта             |
| Мигель Гербероф    | Эпштейн           |
| Габриэль Гойти     | Фарьер            |
| Фернандо Сиро      | Рауль             |

## Саундтрек
1. «Que Si, Que Si» (Fernando López Rossi, Pablo Durand) (3:01) — Performed by Natalia Oreiro
2. «Caminos» (Fernando López Rossi, Pablo Durand) (3:04) — Performed by Natalia Oreiro
3. «Welcome To New York» (Juan Federico Jusid) (1:28)
4. «Espiando A Vero» (Juan Federico Jusid) (1:04)
5. «Magic Show» (Juan Federico Jusid) (1:10)
6. «American Football» (Juan Federico Jusid) (0:44)
7. «Carta A Nueva York» (Juan Federico Jusid) (1:02)
8. «Ana» (Juan Federico Jusid) (0:52)
9. «Encuentro En Central Park» (Juan Federico Jusid) (3:04)
10. «Camino Al Hospital» (Juan Federico Jusid) (0:23)
11. «Chinatown By Night» (Juan Federico Jusid) (1:33)
12. «Streap — Bar» (Juan Federico Jusid) (1:30)
13. «L’Infierno» (Juan Federico Jusid) (1:16)
14. «Final En J.F.K.» (Juan Federico Jusid) (6:27)
15. «Que Si, Que Si (Long Intro Version)» (Fernando López Rossi, Pablo Durand) (3:10) — Performed by Natalia Oreiro[2]